# بوري جرهوال
بوري جرهوال رمزها «PG» (بالإنجليزية: Pauri  Garhwal)‏ ، هو تقسيم إداري لدولة الهند تتبع ولاية أوتاراخند (بالإنجليزية: Uttarakhand)‏ ، مركزها هو مدينة بوري (بالإنجليزية: Pauri)‏ عدد سكانها حسب تعداد سنة 2001 هو 696,851 ، مساحتها 5,438 كم² وكثافة السكان 128 لكل كم² .

## معرض صور

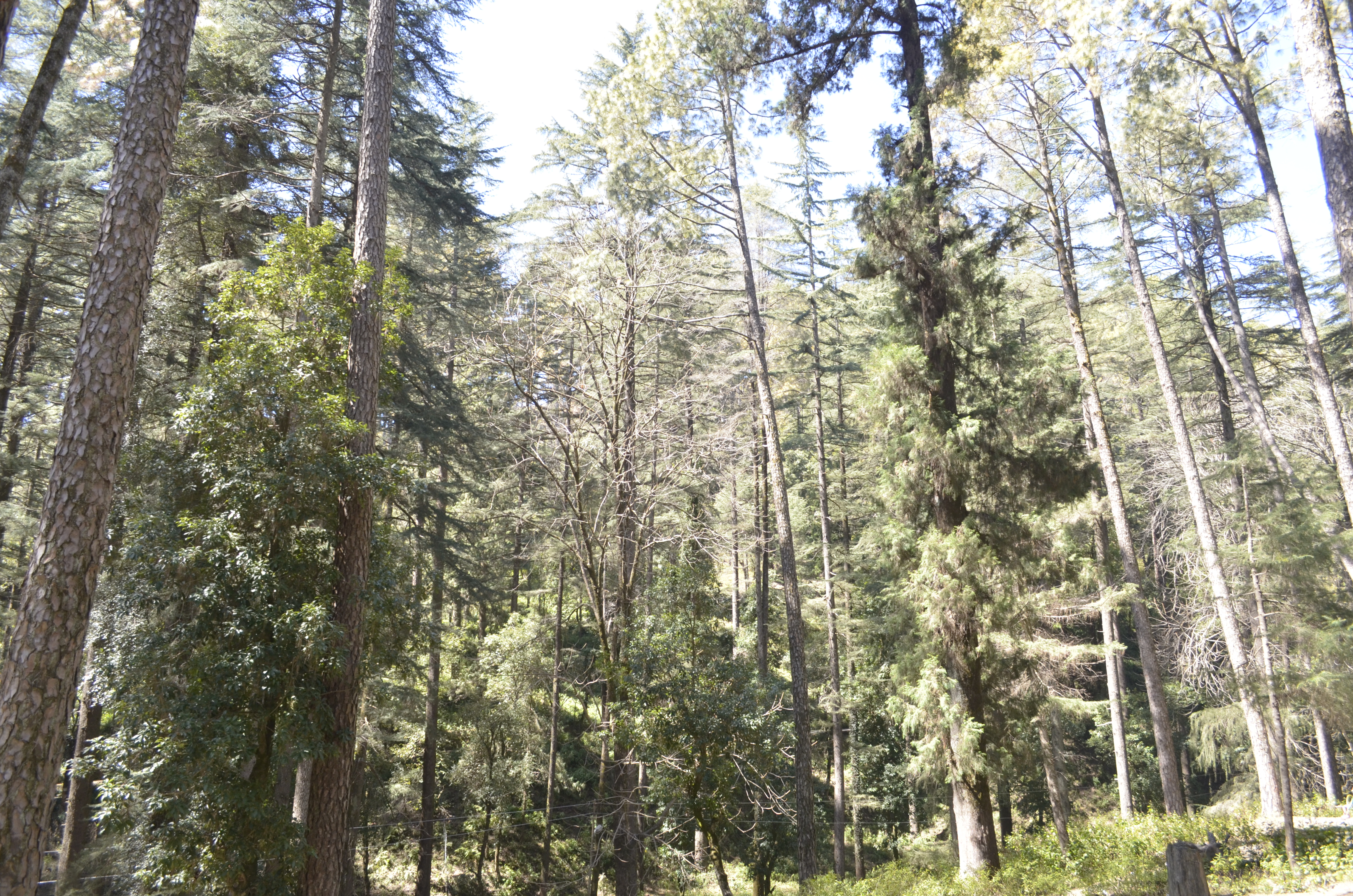
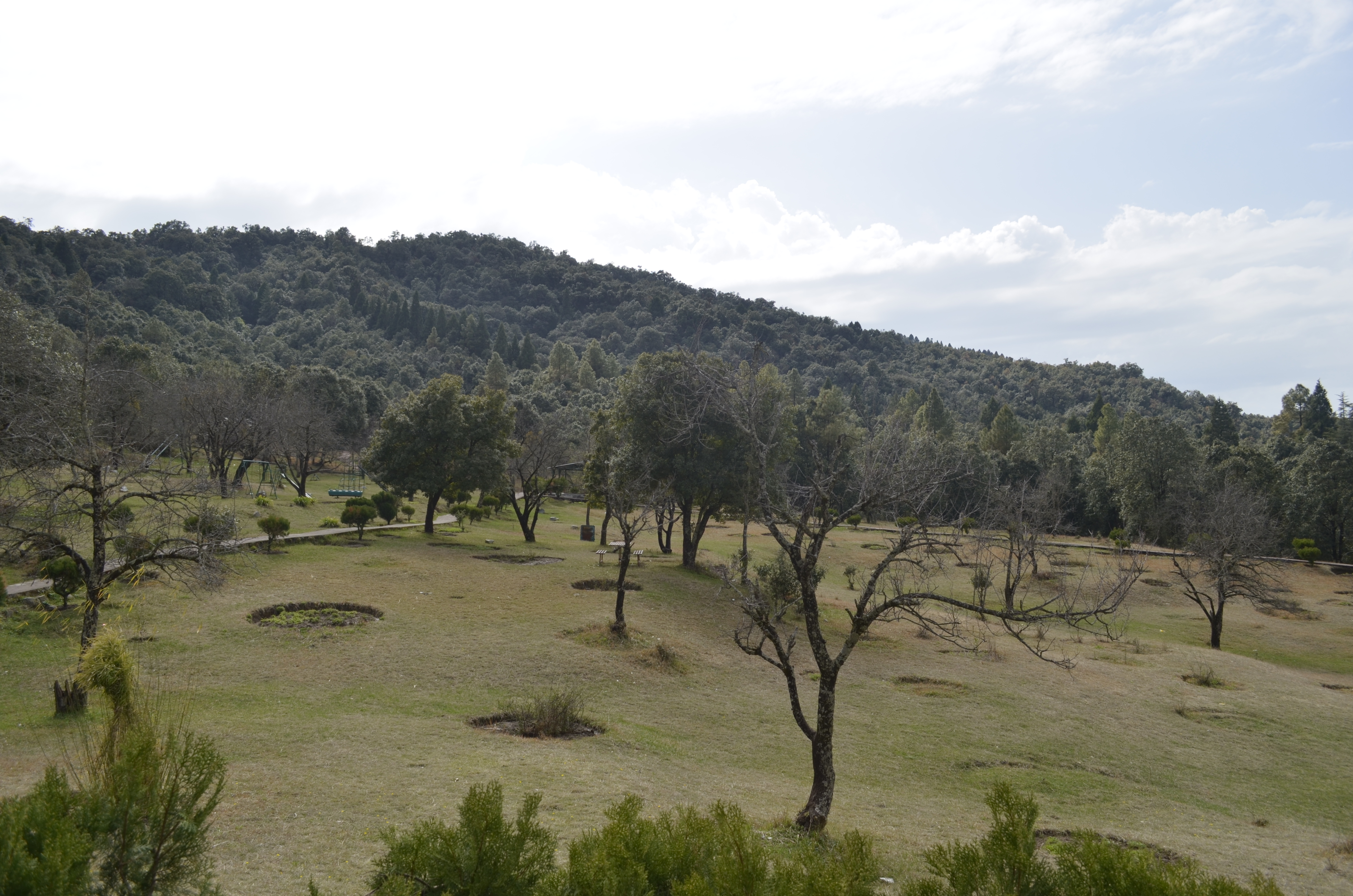
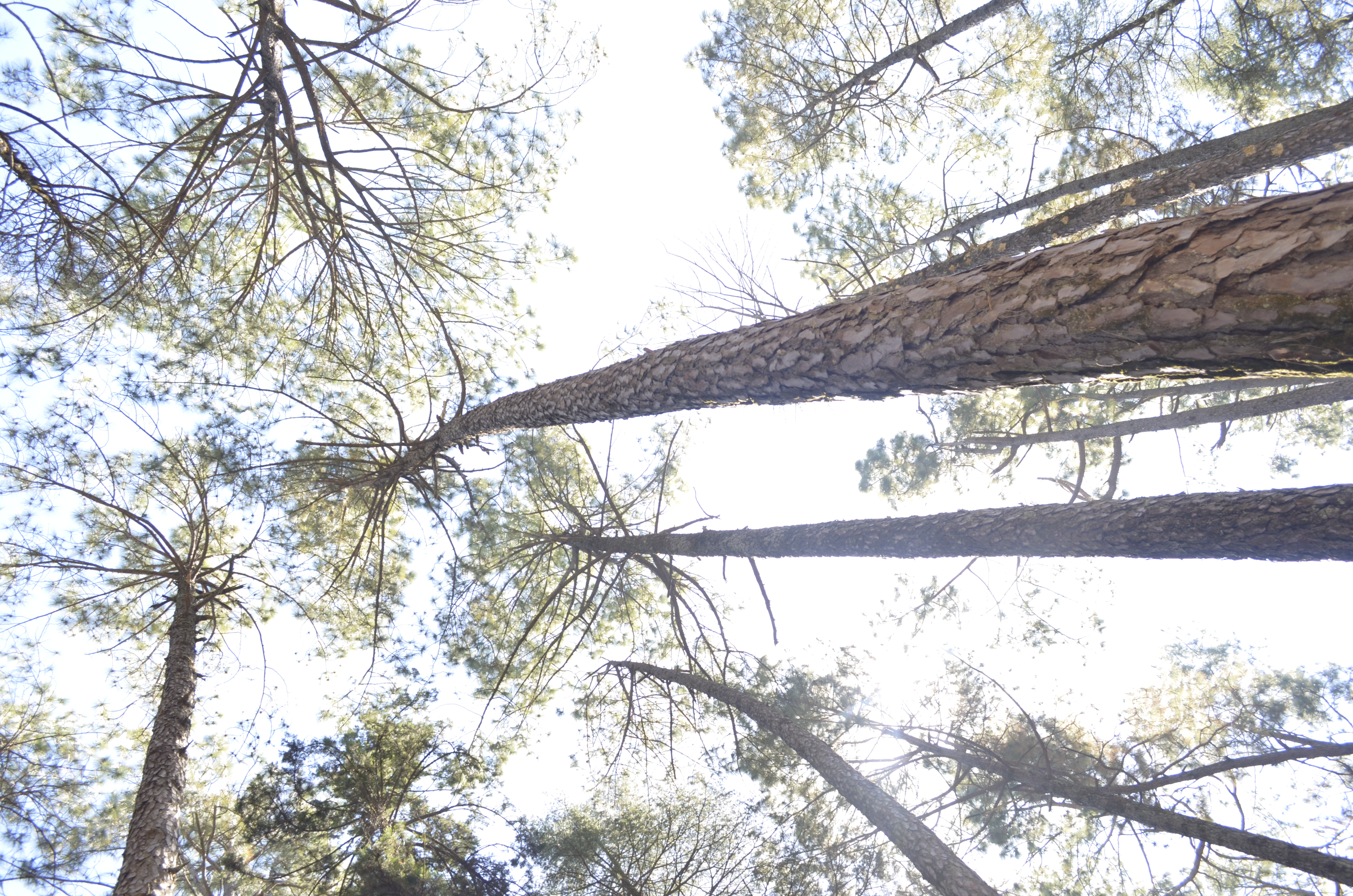